# リリイ・シュシュのすべて
『リリイ・シュシュのすべて』(Ç† All About Lily Chou-Chou)は、2001年に公開された岩井俊二監督の日本映画、またその原作および岩井俊二によるインターネットの掲示板を用いた誰でも書き込みができる実験的なインターネット小説。2004年に角川文庫から単行本が刊行されている。
まず、インターネット小説が公開され、後に原作本と映画が制作された。空をリンクさせた構成と、現代の少年問題をセンセーショナルに描いた内容が大きな話題を呼んだ。
岩井によると、「遺作を選べたら、これにしたい」作品。
物語のキーパーソンとなるリリイ・シュシュ役は後にソロデビューする歌手のSalyuであるが、本映画内ではプロモーションビデオの映像でのみ姿を現す。
2010年12月8日に、本作の発表十周年を記念して、期間限定のオンラインショップ「十周年記念オンラインショップ」がオープンした。そのサイトで公開後に発売されたDVDビデオ『リリイ・シュシュのすべて 特別版』や公開時のグッズを再発売したものを販売している。

## 作品概要

### Y2Kプロジェクト - インターネット小説
当初は日本の岩井俊二、台湾のエドワード・ヤン、香港のスタンリー・クワンの3人の映画監督により発足したY2Kプロジェクトの一環として、香港のアーティスト「リリイ」と台湾に住む少年の物語として映画の構成が練られており、プロモーションビデオとしてリリイ・シュシュの楽曲「グライド」の撮影もされたが、岩井監督自身の「この物語の正体をとらえきれていなかった」という考えによりこの企画は一旦白紙とされた。
その後、映画の音楽を担当していた小林武史がリリイのイメージを基に「共鳴」という楽曲を制作し、それを聞いた岩井俊二は映画以外の手法による表現も可能ではないかと考え、舞台を日本に、また媒体をインターネットに移し、2000年4月1日にインターネット小説として発表した。
このインターネット小説は、リリイ・シュシュの熱狂的なファンであるサティという人物が、2000年4月1日にリリイのファン・サイト「Lily holic（リリイホリック）」を開設した、と言う設定で作られており、基本的には物語は掲示板を使って岩井俊二自身により書かれる“書き込み”によって進行していく。その際岩井俊二はサティ以外にも複数の人物を使い分けて書き込みをしていくが、この掲示板には閲覧している一般人も書き込みが可能であり、その一般人の書き込みも小説の一部として進行していくという実験的なものであった。
この設定に関する説明はトップ・ページに「このサイトは小説です」という一文しかなく、岩井俊二自身も何が起こるか予測できないと危惧していたが、サイトの趣旨を理解しない書き込みや荒らしなどもあるものの、多くの一般人が自身を「小説の登場人物」と理解した上で、または実際にリリイのファンとなった上での書き込みを行い、それにより物語の世界がさらに深まる結果となった。
（ただし同年5月16日からは一般人の書き込みは不可能になり、主人公であるサティの独白形式で物語が進行していくことになる。それは同年7月11日まで続き、その後再び一般の書き込みも可能となった。現在もこの掲示板は書き込み可能な状態となっている。またサティの独白期間に公式の裏掲示板が設けられたことがあり、サティの独白に対する反応がリアルタイムに書き込まれていった。）

### 映画化
インターネット小説の連載終了後、サティの独白部分を基に映画版のシナリオ第2稿が執筆され、岩井俊二自身によって映画化されることになった。
大半の撮影は物語のキーワードでもある田園の広がる地方都市、栃木県足利市と群馬県太田市で行われ、当時最新技術のHD24Pで撮影された。ただし物語の転換点であり、登場人物がホームビデオで記録しているという視点である西表島での撮影は、敢えてハンディカメラのみを使用している。そのため、この部分は他の部分と比較し著しく画質が低い。
この作品では中学生たちのいじめ、恐喝、万引き、援助交際、レイプ、殺人、自殺など社会の闇の部分を描いているため、過激な表現も少なくない。そのため役者には体当たりな演技が求められ、生徒役の少年が全裸で田んぼの中を泳いだり、人前での自慰行為を演じたり、少女に丸刈りにされたりしている。
クライマックスのライブ会場での撮影にはインターネットや雑誌などで募集した一般人のエキストラ約1000人が参加した。ライブ前の高揚した空気感や事件後の混乱をリアルに表現するために、岩井監督からエキストラひとりひとりに細かい演技メモが配られた。

## あらすじ
※ここでは映画版のあらすじを記述。
田園の広がる地方都市で暮らす中学生の蓮見雄一は、同級生の星野修介に置き引きや万引きなどの犯罪行為を強要され、鬱屈とした日々を送っていた。唯一の救いはカリスマ的な人気を持つ女性歌手、リリイ・シュシュの曲を聞くことであった。

### 中学1年生
雄一が星野と出会ったのは、中学校へ入学したばかりの頃だった。星野は何かと目立つ存在で注目されていた。剣道部へ入部した雄一は部活仲間となった星野に誘われ、彼の家へ宿泊した。その夜、彼の部屋に飾られていたポスターで、雄一はリリイ・シュシュを知る。
3年生が部活を引退し、以前とは段違いに厳しい練習に、雄一や星野ら1年生5人は嫌気が差す。5人は夏休みに沖縄へ自分たちだけで旅行する計画を立て、金銭面を解決するためにスリをはたらこうと都会へ向かう。5人は駐車場で、高級車の元に戻ってきた男に目をつけ様子を窺っていたが、都会の不良グループが先に男を取り囲みカツアゲをする。不良らは男の尻ポケットから札束を抜き取ったが、これを星野が奪い取り、5人はまんまと大金を手に入れる。
5人は沖縄へ訪れ、ツアーコンダクターの島袋や地元案内人のシーサーさん、さらに道中で何度も現れる高尾らと共に様々な場所を観光、海を泳ぎ、花火を打ち上げた。しかし、その間に星野は暗い海辺を懐中電灯で照らしてダツに襲われたり、溺れてしまったりと2度も命を落としかける。更に5人は自動車事故で高尾が車にはねられたばかりの現場に通りかかる。その後、星野はクルージング中に突然札束を海へ投げ捨てる。他の4人が無念の声を上げるが、星野は不敵な微笑みを浮かべていた。
新学期が始まり、雄一は星野が溺れた事件をクラスメイトに吹聴していた。夏休みの間に数人の生徒が見た目を派手にしてそのまま登校して来た中でも、犬伏という生徒は特別派手な髪型をしていた。星野は同級生の辻井に絡み始めた犬伏を注意するが、犬伏は星野を馬鹿にし、別の同級生である飯田にプロレス技を仕掛けようとした。その直後、星野は犬伏に襲いかかり気絶させ、彼の髪をカッターナイフで切り取った。星野はざわめく野次馬を不思議そうに眺め、教室を去った。
その日を境に星野は変貌し、辻井と飯田、多田野とクリオネを従えて犬伏を登校拒否に追い込んだ。星野は部活動も参加せず、放課後にはスクラップ置き場で仲間たちとつるむようになった。雄一は、部活に来ないなら退部しろと言う先輩からの伝言を星野に伝えにきただけだったが、その日以降、雄一もまた星野のグループへ強制的に加えられ、犯罪行為を強要される。

### 中学2年生
リリイ・シュシュのニューアルバム「呼吸」が発売された。雄一はCDショップでこれを万引きしようとするが店員に見つかってしまう。店から学校へ連絡され引き取りに来た小山内は、その「呼吸」の代金を支払い雄一に渡す。後日、雄一の母は学校から呼び出され、息子の万引きを知らされることになる。
数日後、雄一は夜に星野から呼び出される。個人的な万引きの失敗を学校へチクリと決めつけた星野らによって雄一は暴行を受け、さらにマスターベーションを強要される。リュックサックに入れていた「呼吸」のCDは、星野によって割られてしまう。
雄一はリリイ・シュシュの絶大な信者となり、インターネット上でリリイ・シュシュの非公式ファンサイト「リリフィリア」を主宰し、「フィリア」の名で、様々な人物と交流する。その中で、「青猫」と名乗る人物に出会い、掲示板上で度々繋がるようになる。
対して現実は過酷だった。雄一は星野に命令され、同級生の津田詩織の尾行をしていた。津田は星野に弱みを握られ売春を強要されていた。その日は津田の売春の初仕事で、雄一は多田野とクリオネと共に津田を見張っていた。
雄一は多田野の命令で津田を家まで送った。津田はピンハネされた残りの金を分け前として渡されていたが、これを雄一に差し出す。雄一が星野からたかられているのを知っていたためだった。雄一は受け取ろうとするが、津田は金を地面へ叩きつけ、苛立ちを晴らすように雄一を蹴ったり鞄で叩いたり、路上の札を破れるまで踏みにじり、そして濁った川へと入っていった。津田は泥だらけで帰宅し、庭にあったホースで汚れてしまった体を洗う。雄一は門前で所在なく立ち尽くすことしかできなかった
学校では、校内合唱コンクールに向けてクラスごとに練習に励んでいた。雄一のクラスは投票によって選ばれた井沢がピアノ伴奏を、学級委員長の佐々木が指揮を、それ以外の生徒が合唱を担当した。しかし、井沢はイントロだけで何度も躓き、ついに伴奏を辞退してしまう。佐々木は代理として久野陽子を指名した。久野は放課後に音楽室でピアノを弾いていて、井沢や佐々木だけでなく生徒の多くが上手く弾けることを知っていた。しかし久野がピアノを弾こうとすると、女子生徒のボス的な存在である神崎ら数人が異議を唱えた。佐々木と神崎らは言い合いになり、神崎は「久野が伴奏をするなら歌わない」と言い切り、グループを引き連れて帰ってしまう。このせいでクラスの結束力も緩んで、練習にならなくなってしまう。佐々木は担任教師の小山内に相談するが、小山内は打開策を打ち出せず、事なかれを主張した。そこへ久野が割り込み、アレンジを変えた譜面を見せる。それは久野のピアノ演奏を拒否する神崎らに対する妥協案で、ピアノ伴奏を行わずアカペラに変えるというものだった。佐々木は練習をボイコットしていた神崎らに、久野のピアノ演奏を無くしたから合唱に参加してほしいと頼む。その場に居合わせた雄一も説得に協力させられた結果、神崎らは承諾する。合唱コンクールの本番、ステージ上で久野が音程合わせでピアノを叩くと神崎らは佐々木に詰め寄るが、チューニングが終わって立ち上がった久野を見て渋々と列へ戻る。クラスは猛練習の成果を発揮し、困難なアカペラ合唱で「翼をください」を披露した。雄一はピアノも弾かず、合唱の列にも入らず、ただ立ち尽くすのみの久野を見つめた。合唱終了後、神崎らは満足そうに喜んでいたが、佐々木からアレンジ変更をしたのが久野だと聞き、神崎は表情を引きつらせた。星野は、アリーナの席から久野を眺めていた。
数日後、雄一は帰り道で佐々木と一緒になった。佐々木は恋愛話を持ち出す。佐々木は雄一が久野を好いていると見透かし、対して自分は津田のことが好きだと告白する。佐々木は、雄一が以前津田と2人でいるのを目撃していたため、2人が恋仲だと誤解していたのだが、そうではないと知ると、津田に告白したいから彼女を呼び出してほしいと頼む。雄一は電話でこれを津田に伝える。その直後、星野からの電話がかかった。
雄一は、久野をある工場へ伴わせ、工場内で星野が待っていると送り出した。1人になった雄一の前に神崎が現れ、この工場は元は星野の親が経営していたが、去年の夏休みに会社が倒産し、家族も離散していることを告げる。工場内では、待ち構えていた星野のグループが、逃げ回る久野を追い回していた。久野はとうとう捕まり、強姦され、その様子を撮影される。それを窓外から覗き歓喜する神崎。雄一は助けに入ることもできずただ泣き出すのみであった。後日、久野は頭を丸坊主にして登校する。クラスはざわつき、津田は号泣、神埼でさえショックを隠せない様子だったが、久野は毅然とした態度でいた。
数日後、津田は売春相手が眠っている隙に財布を奪ってホテルから抜け出し、監視役の雄一と共にレストランにいた。雄一が、佐々木とはどうなったのか尋ねると、津田は断ったと答える。雄一は、佐々木なら津田を星野から救ってくれたかもしれないのに何故だと問い詰めるが、津田は、雄一が守ってくれればいいのに、と返す。帰り道で、津田は雄一が聴いていたリリイ・シュシュの音楽に興味を示した。津田は最新のアルバムを貸してほしいと雄一に頼むが、最新作の「呼吸」は、星野に割られてしまっており、またこのことを言い出せず、仕方なく前作「ジュエル」を貸す。別れ際、津田は「きっと大丈夫」と雄一を励ます。しかし、この後に津田は、鉄塔から飛び降りて自殺してしまう。

### キャトル事件
現実が行き詰るに連れ、雄一は「リリフィリア」で青猫と心を通わせる。渋谷でリリイ・シュシュのライブが開催されることが決まり、サイトの常連者はそれぞれ、目印として任意のものを持つ、或いは格好をすると書き込んでおり、青猫は青りんごを持っていくと書き込んでいた。雄一は青猫にライブで会おうと告げる。ライブ当日、会場前の列の中で雄一は星野を発見する。星野もまた雄一に気づき、雄一に近づく。星野は雄一のチケットを奪い取り、自身のものと見比べ、チケットを交換するよう詰め寄る。さらに、雄一にコーラを買ってくるように命令し、雄一は仕方なく列から離れる。その際に雄一は、星野から青りんごを手渡される。青りんごには、bluecat(青猫)のアカウント名を含むメールアドレスが書かれていた。雄一はコーラを購入して列へ戻り、遠くで手を掲げた星野を発見する。雄一もコーラを持った手を掲げるが、星野は手に持っていたチケットを丸め、人混みの中へ投げ捨てた。雄一は呆然と、星野が人混みに紛れるのを見送るだけだった。
ライブ中、雄一はずっと会場の外に立ち尽くしていた。やがてライブが終了し、退場してくる観客らの中に星野を発見する。星野は雄一から青りんごを回収し、誰かに話しかけられなかったか尋ねたが、雄一は誰もいなかったと答えた。腑に落ちない顔の星野が立ち去って少し離れた時、雄一は会場を指差して「リリイがいる！」と叫んだ。その言葉に大勢のファンが呼応し、リリイを見つけようと殺到した。雄一は人混みを掻き分け、星野の元へと辿り着き、星野の背後からナイフで一突きし、立ち去った。星野は群衆でごった返す中で倒れ、辺りはパニックになった。雄一は逃げた先で立ち止まり、青りんごに突き刺したナイフを見つめていた。

### エピローグ
星野は死亡し、その件は「キャトル事件」と名づけられて話題となっていた。雄一は警察に捕まることもなく、日常へと戻っていた。雄一は慣れない手つきでドビュッシーの「亜麻色の髪の乙女」を弾き、母に頼んで髪を染めた。久野は吹奏楽部の練習に参加してピアノを弾いていた。雄一は成績の低下について小山内から指導され、帰り際に久野を帰らせるように頼まれる。久野は吹奏楽部の生徒らが帰った後も1人残ってピアノを弾いており、雄一はその様子を背後からじっと見つめていた。

## 登場人物・キャスト

### 中学生の人物
蓮見雄一（はすみ ゆういち）
演 - 市原隼人
主人公。中学生の男子。リリイ・シュシュの熱狂的なファンで、非公式のファンサイト「リリフィリア」を運営している。中学校へ入学した後に、学年内で目立つ存在だった星野の家へ泊まったのをきっかけに友人になる。夏休み明けの新学期以降、変貌した星野の下で万引きや売春の手伝いを強要される。明るい性格で人当たりも悪くなかったが、新学期以降は環境が悪化し、塞ぎ込むようになる。前の席の久野に対して淡い恋心を抱いている。父親を交通事故で亡くしており、母親が再婚して血の繋がらない弟がいる。映画版では剣道部、小説版では陸上部に所属していた。足が速いのが取柄。
星野修介（ほしの しゅうすけ）
演 - 忍成修吾
リリイ・シュシュのファン。スポーツ万能、成績優秀で中学の生徒会長。中学校の入学式では、新入生代表の答辞を読んだ。実家は裕福であったが、夏休みに会社が倒産して家族が離散することになる（小説版では実家がタクシー会社を経営しており、倒産はしていない）。夏休みが明けてから突然周囲に対する態度が変貌する。以降は辻井らを従えて不良グループを結成し、万引きや売春の斡旋で金を稼いでいた。独裁者めいた態度のせいで、グループの仲間からも不満を持たれている。小学校の時にいじめられていた過去を持つ。
津田詩織（つだ しおり）
演 - 蒼井優
雄一のクラスメイト。星野に弱みを握られ、「仕事」として援助交際で金を得て星野に渡すようになる。詩織の初めての「仕事」からの帰り道に雄一が付き添い、それ以降は仕事の度に2人でつるんでいた。雄一の持っていたリリイ・シュシュのCDを聴いて気に入る。携帯の着メロはKinKi Kidsの『夏の王様』（映画版）。
久野陽子（くの ようこ）
演 - 伊藤歩
雄一が密かに恋い慕っている少女。雄一とは2年生時にクラスメイトになった。星野にリリイ・シュシュを教えた少女。星野とは小学校のクラスで隣同士であったが転校しており、中学は同じ学校となるも他人として接する。放課後には音楽室で、1人ピアノを弾いている。優れた容姿のため男子からの人気は高い。その反面、神崎を始めとする女子生徒からは相当嫌われている。星野のグループに強姦された挙句売春を強要されそうになるが、映画版、小説版では異なる行動によってそれを拒否している。
佐々木健太郎（ささき けんたろう）
演 - 細山田隆人
雄一のクラスの学級委員長。雄一と同じ小学校の出身者。正義感とリーダーシップを持った人格者で、神崎らの久野に対するいじめにも向き合っていた。前の席の津田を恋い慕っている。
神崎すみか（かんざき すみか）
演 - 松田一沙
クラスの女子の中心的存在。星野のグループとも繋がりを持つ不良少女。同級生の久野を生理的に嫌っており、星野のグループに彼女を暴行するように依頼した。
東海林真澄（しょうじ ますみ）
演 - 北原ヨリ子
神崎のグループの一人。
笹野涼香（ささの りょうか）
演 - 児玉真菜
神崎のグループの一人。
井沢紀子（いざわ のりこ）
演 - 伴杏里
クラスの合唱祭でピアノを弾くことになったが、途中でやめてしまう。
犬伏列哉（いぬぶし れつや）
演 - 沢木哲
1年生時の、雄一や星野のクラスメイト。夏休み明けの新学期には派手な髪型で現れた。同じく素行の悪かった辻井たちを冗談半分でいじめていたが、変貌した星野に逆襲され、以降はいじめられる側へと追いやられ、挙句には登校拒否してしまう。
多田野雅史（ただの まさし）
演 - 郭智博
星野のグループの一人。
クリオネ
演 - 中村太一
星野のグループの一人。少々弱気である。夏でも長袖、長ズボンを着用している。
飯田待典（いいだ まつのり）
演 - 五十畑迅人
星野のグループの一人。内心では星野に敵意を持つも、星野に命じられ嫌々いじめを手伝う。辻井と彼とは特に素行が悪く、多田野やクリオネ、雄一よりもカースト上位の存在。
小説版では失態をした蓮見を見逃すなど、寛容な部分も見せる。
辻井影彦（つじい かげひこ）
演 - 西谷有統
星野のグループの一人。同じく星野に逆らえずにいる。
清水恭太（しみず きょうた）
演 - 笠原秀幸
雄一と同じ部活の友人。星野に絡む他校の生徒と対立した。
寺脇仁志（てらわき ひとし）
演 - 勝地涼
同じく雄一の友人。
仲貝弘和（なかがい ひろかず）
演 - 内野謙太
同じく雄一の友人。
池田先輩（いけだせんぱい）
演 - 高橋一生
剣道部の部長。女子からの人気は、彼を目当てに入部する女子生徒が現れるほど。誰にでも優しく接するので後輩からも慕われている。
神田先輩（かんだせんぱい）
演 - 南イサム
池田部長の次の部長。

### その他の大人たち
小山内サチヨ（おさない サチヨ、小説では小山内サチノ）
演 - 吉岡麻由子
音楽の科目を担当する女性教師。元同級生の男性からは「サッチー」という愛称で呼ばれる。問題を抱えるクラスをまとめようとするが、空回りであることが多い。雄一らが1年生のときの体験から、事なかれ主義の教師に成り果ててしまい、彼らが進級してから発生したいじめにも見て見ぬふりをした。
小説版では生徒からのいじめを受けたために、強い者に媚び、いじめに加担する側に回り、一層に事なかれ主義教師として描かれる。
高尾旅人（たかお たびと）
演 - 大沢たかお
沖縄旅行に来ている男性。雄一らの前に何度も現れ、ちゃっかりと飯にありついた。
小説版では東大生である。
星野いずみ（ほしの-）
演 - 稲森いずみ
星野の母親。稲森いずみ似の美人。
蓮見静子（はすみ しずこ）
演 - 阿部知代（フジテレビアナウンサー）
雄一の母親。家で理容店を経営している。再婚した男性との間に子どもを身ごもり、終盤には出産を済ませている。
島袋（しまぶくろ）
演 - 市川実和子
ツアー案内の女性。苗字からスピードさんと呼ばれる。シーサーさんの方言を訳している。
シーサーさん
演 - 川満勝弘（カッチャン）
沖縄の地元案内人。ヒッピーのような風貌をしている。
オタク
演 - 樋口真嗣
ポルシェに乗っていたため、他校の生徒に現金を恐喝される。漫画家。
レストランの男
演 - 杉本哲太
津田の客。ホテルで熟睡中に津田に財布を盗み取られ、レストランまで追いかけてきた。
恩田輝（おんだ てる）
演 - 田中要次
雄一らの中学校の教師。
保健の先生
演 - 藤井かほり
中古CDショップ店長
演 - 上田耕一
パーマ屋の客
演 - 鷲尾真知子

### インターネット上の人物
フィリア
リリイ・シュシュのファンサイト「リリフィリア」の管理人。フィリアというHNはリリイ・シュシュがかつて組んでいたバンドに由来。キャトル事件の後、突然「リリフィリア」を閉鎖する。
サティ
「リリフィリア」BBSの常連投稿者。「リリフィリア」閉鎖後、リリイ・シュシュのファンサイト「リリイホリック」を開設する。HNはリリイが敬愛するエリック・サティに由来。キャトル事件時の目印は黄色いサングラスと黄色いスタジャン。
青猫
「リリフィリア」BBSの常連投稿者。同じ常連のふゆに恋愛感情を抱き、メールを交換していたが、何者かにそれをハッキングされ、「リリフィリア」で公開されてしまう。「リリフィリア」閉鎖後は「リリイホリック」には姿を現していない。キャトル事件時の目印は青林檎。
ふゆ
「リリフィリア」BBSの常連投稿者。青猫とのメールがハッキングされたことがきっかけで、「リリフィリア」から姿を消す。
渋谷キャトルに姿を現したが、実はネカマだった。
パスカル
「リリフィリア」BBSの常連投稿者。関西弁の書き込みが特徴。渋谷キャトル事件の負傷者の一人。「リリフィリア」閉鎖後は「リリイホリック」に姿を見せていなかったが、後に姿を現す。独自の推理でライブ会場で起こった事件の真相に迫る。キャトル事件の真相を知り、映画にする。現「リリイホリック」管理人。本名は岩井俊二。
くま
「リリイホリック」BBSの常連投稿者。「リリフィリア」時代からの常連。キャトル事件時の目印は熊のぬいぐるみ。
ねんね
「リリイホリック」BBSの常連投稿者。「リリフィリア」時代からの常連で同サイト常連のヒロイン的存在。ふゆに嫌悪感を抱いている。渋谷キャトルのライブには参加したが目印は持たなかった。
ネヴィラ71
「リリイホリック」BBSの常連投稿者。「リリフィリア」時代から出没していた悪質ユーザーでいわゆるオタク。宮崎駿監督作品を特に好む。HNは『スペクトルマン』の主人公の故郷の名前に由来。本名は小坂鉄也。
鉄人29号
「リリフィリア」BBSの常連投稿者。ネヴィラ71の別人格説が有力。キャトル事件時の目印は「29」の数字。
トムトム
「リリイホリック」の新規投稿者。ネヴィラ71といさかいを起こす。
あみか
「リリイホリック」の新規投稿者。いちばん好きな楽曲は「沈黙の木」。
るか
「リリイホリック」の新規投稿者。ほとんどの投稿の内容が「傷つきました」。

## 関連用語
リリイ・シュシュ（Lily Chou-Chou）
音楽チャートで1位を獲得するほど人気の日本の女性歌手。一部に熱狂的な信者を持つ。略称は「リリイ」「リーシュ」。
エーテル
リリイファンにとって感性の触媒、精神を満たす特別なオーラのようなもの。赤、青、灰色などのエーテルが存在するらしい。
フィリア（Philia）
リリイがボーカルを務めていたバンド。カマカツ主導のバンドであったため、リリイファンからの評価は芳しくない。作詞はすべてゴーストという説がある。
カマカツ
カヤマカツヒロ。フィリアの元メンバーで作曲を担当。解散後はソロとして活躍。リリイを出し抜いて売れたため、リリイファンから蛇蝎のように嫌われている。
ブラッドベリ・オーケストラ（Bradberry Orchestra）
リリイが中学時代にボーカルを務めていたバンド。デビューはしていないため、フィリアよりも知名度は低い。2009年に本作の音楽を手掛けた小林武史が大沢伸一とダイアナチアキをヴォーカルに迎え結成した新ユニットの名称として使用されている。
イエロウフェロウズ（Yellow Fellows）
カマカツの在籍していたバンド。通称：イエロウ。
リリイホリック
ファンサイト「リリフィリア」閉鎖後に「サティ」によって作られたファンサイト。
キャトル事件
渋谷キャトルで行われたリリイのライブ後に起こった殺人事件。新聞などで大きく報道された。
アラベスク
リリイの2ndシングル「回復する傷」のカップリング曲。ドビュッシーに影響を受けて作られた。歌詞に「南の島」が出てくる。
エロティック（EROTIC）
リリイの2ndアルバム。

## スタッフ
- 原作・脚本・編集・監督： 岩井俊二
- アソシエイト・プロデューサー： 前田浩子
- ライン・プロデューサー : 橋本直樹
- 撮影： 篠田昇
- 録音： 滝澤修
- 音響効果： 柴崎憲治
- 音楽： 小林武史・Lily Chou-Chou（アルバム『呼吸』（東芝EMI）より）
- ピアノ演奏： 牧野由依、秋草由紀子
- 写真撮影： アイビー・チェン
- 合唱指導：松崎尚文、原真月
- 制作主任： 永田琴恵、坂口慎一郎、森崎裕司
- ナレーション（メイキングDVD）： 渡辺あや
- ロケ協力 : 足利市、足利市教育委員会　ほか
- 技術協力： IMAGICA、ソニー
- 制作協力 : ウィルコ、イメージファクトリー
- 製作プロダクション： ロックウェルアイズ
- 製作委員会メンバー： 日本ビクター、WOWOW、Tube Entertainment、烏龍舎、ロックウェルアイズ

## 映画と小説の相違
- 雄一と星野が所属している部活は映画では剣道部だが、小説では陸上部。なお岩井俊二自身も中学時代は剣道部だった。
- 高尾の死因が映画では交通事故で死亡するが、小説ではダツに心臓を貫かれて死亡する。
- 映画で自殺するのは津田だが、小説では久野（映画版も当初は久野が自殺するはずだったが、久野を演じた伊藤歩と津田を演じた蒼井優のキャラクターに触れるうちに、岩井俊二が別の物語（映画版の脚本）を思い起こしたため変更された[2]）。
- クライマックスで事件が起こるライブ会場は、映画では国立代々木競技場第一体育館だが、小説では渋谷キャトルという架空のライブハウス。

## 音楽
この作品ではタイトルでもあるリリイ・シュシュの歌が重要な役割を担っている。それを製作する上で、「リリイ・シュシュというアーティストを“ねつ造”することには意味を見出せなかった」、「リリイ・シュシュによって言葉を与えられたSalyuの声の響き中から、その形を探していった」と小林武史は語っている。そうやって製作されたリリイ・シュシュの楽曲は、小林武史自身によって「スピリチュアル・ポップ」と形容された。
インターネット小説では小林武史によるインスト曲と、リリイ・シュシュの楽曲のみが使用されていたが、映画ではドビュッシーのピアノ曲も多く使用されている。
これは作品のキーワードである「田園」と「電波」の象徴をそれぞれ「ドビュッシー」と「リリイ・シュシュ」に当てはめたものである。
「リリイ・シュシュ」と言う名前は、ドビュッシーの最初の妻 (Rosalie Texier) の愛称である'Lily'と、2番目の妻との間に出来た娘 (Claude-Emma) の愛称'Chou-Chou'から付けられており、これは作品内で語られるリリイ・シュシュの生い立ちが関係している。
映画の中で久野陽子役の伊藤歩がドビュッシーの『アラベスク 第1番』を演奏しているが、使用されている音源は当時14歳の牧野由依が弾いたものである。しかし岩井監督が実際に弾いているように見えたほうがよいと考えたため、伊藤はピアノの猛特訓をして指を撮影されても違和感のないほどに上達した。

## 関連商品
VHS / DVD
- リリイ・シュシュのすべて（通常版）
- リリイ・シュシュのすべて（特別版DVD）
（2010年12月8日– オンラインショップ限定）

Blu-ray
- リリイ・シュシュのすべて（2012年9月5日–）

CD
- 「リリイ・シュシュのすべて」オリジナル・サウンドトラック『アラベスク』

書籍
- リリイ・シュシュのすべて（角川文庫）
ISBN 4-04344-105-3